# Christos Staikuras
Christos Staikuras, grec. Χρήστος Σταϊκούρας (ur. 12 sierpnia 1973 w Lamii) – grecki polityk, ekonomista i nauczyciel akademicki, parlamentarzysta, w latach 2019–2023 minister finansów, w latach 2023–2025 minister infrastruktury i transportu.

## Życiorys
W 1991 został absolwentem szkoły średniej w ateńskiej dzielnicy Kipseli. W 1996 ukończył inżynierię mechaniczną na Politechnice Narodowej w Atenach, a 1997 studia podyplomowe typu MBA w Imperial College London. Doktoryzował się w 2001 w dziedzinie bankowości na londyńskim City University. Pracował w biznesie, w tym jako analityk w EFG Eurobank Ergasias. Zajął się także działalnością akademicką jako wykładowca przedmiotów ekonomicznych na różnych greckich uczelniach.
W 2007 został członkiem centralnych władz wykonawczych Nowej Demokracji. W tym samym roku po raz pierwszy uzyskał mandat posła do Parlamentu Hellenów w okręgu wyborczym Ftiotyda. Z powodzeniem ubiegał się o reelekcję w wyborach w 2009, maju 2012, czerwcu 2012, styczniu 2015, wrześniu 2015, 2019, maju 2023 i czerwcu 2023.
Od czerwca 2012 do stycznia 2015 był zastępcą ministra finansów w gabinecie Andonisa Samarasa. Następnie został koordynatorem ND do spraw gospodarczych. W lipcu 2019 nowy premier Kiriakos Mitsotakis powierzył mu funkcję ministra finansów; stanowisko to zajmował do maja 2023. W czerwcu 2023 w nowo powołanym drugim rządzie Kiriakosa Mitsotakisa objął stanowisko ministra infrastruktury i transportu. Funkcję tę pełnił do marca 2025.